# Мирзашоки
Мирзашо́ки (каз. Мырзашоқы) — село у складі Жетисайського району Туркестанської області Казахстану. Входить до складу Жилисуського сільського округу.
У радянські часи село називалось Отділення № 3 совхоза імені Леніна або Путь Ільїча.
Населення — 1913 осіб (2021; 2255 у 2009, 1593 у 1999, 1365 у 1989).